# Tony Kaye (reżyser)
Tony Kaye (ur. 8 lipca 1952 w Londynie) – brytyjski reżyser filmów, filmów dokumentalnych, teledysków oraz reklam.

## Twórczość
Tony Kaye jest reżyserem znanych teledysków, w tym do utworu "Runaway Train" Soul Asylum, który zdobył nagrodę Grammy, "Dani California" Red Hot Chili Peppers, "What God Wants" Rogera Watersa i " "Help Me", "God's Gonna Cut You Down" Johnny'ego Casha. Kaye był sześciokrotnie nominowany do nagrody muzycznej Grammy za reżyserię teledysków. Jego debiutem fabularnym był Więzień nienawiści (1998), dramat o rasizmie z udziałem Edwarda Nortona i Edwarda Furlonga. Za rolę w tym filmie E. Norton był nominowany do Oscara dla najlepszego aktora. Drugim filmem Kaye był dokument Lake of Fire (2006) o debacie na temat aborcji w Stanach Zjednoczonych. Jego premiera odbyła się w Toronto we wrześniu 2006 roku a sam film był nominowany do: Oscara, Independent Spirit Awards, Chicago Film Critics Association Awards oraz Satellite Awards. W trzecim filmie Kaye Black Water Transit (2010), zagrał Laurence Fishburne, Karl Urban, Evan Ross, Brittany Snow i Stephen Dorff. Czwarty film Kaye, Detachment (2011), z udziałem jego córki Betty Kaye, to dramat o upadku systemu edukacji w amerykańskich szkołach.

## Filmografia
- Więzień nienawiści (American History X) (1998)
- Lake of Fire (2006) (film dokumentalny)
- Black Water Transit (2009)
- Z dystansu (Detachment) (2011)